# Адміністративний поділ Афганістану
Афганістан — унітарна держава, адміністративно ділиться на 34 вілаята (пушту і дарі ولايت). Вони, у свою чергу, діляться на 398 районів (пушту і дарі ولسو, «воласвалей»).

## Провінції

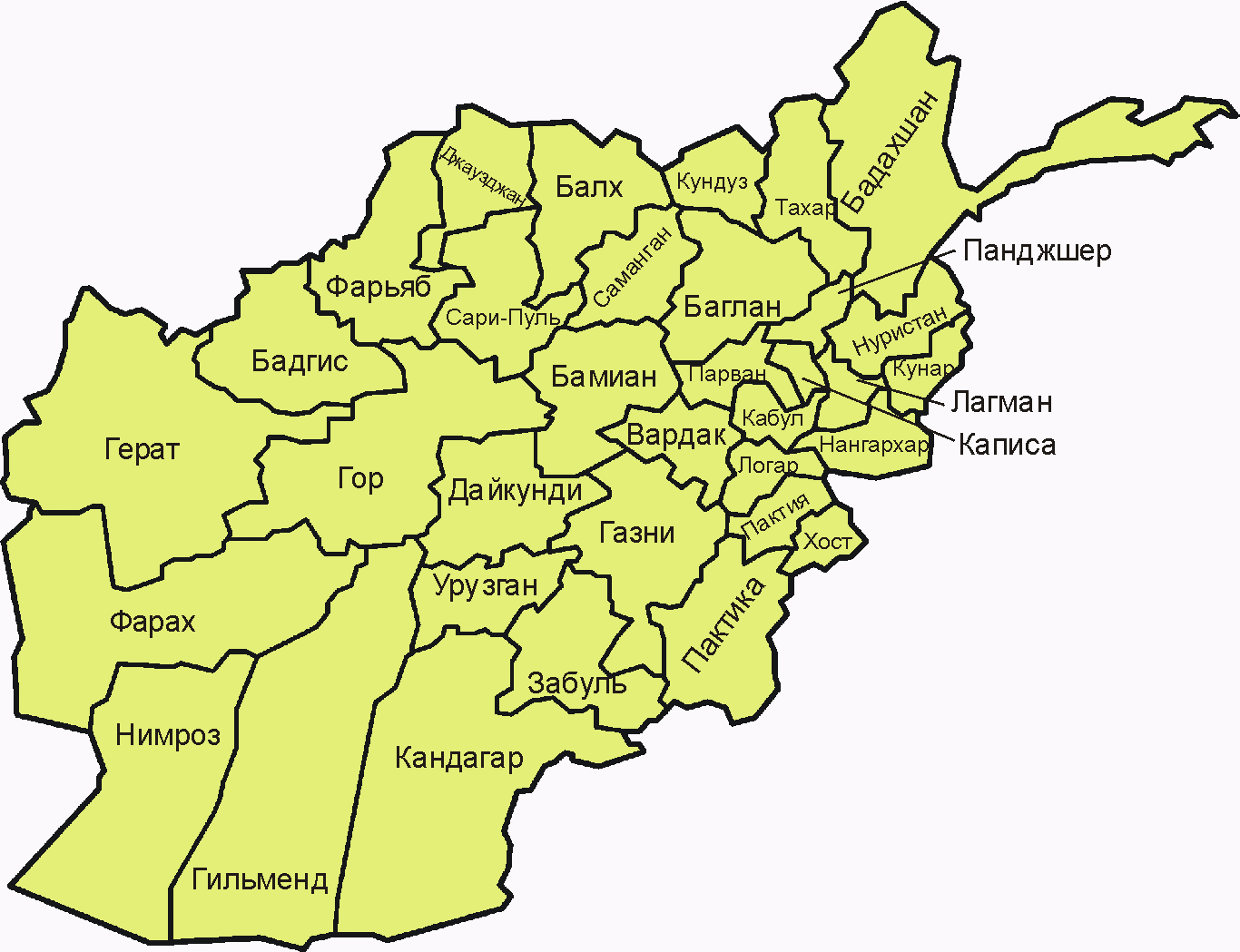
Провінції Афганістану

Афганістан ділиться на 34 провінції (пушту і дарі ولايت, «вілаята»). Провінції Дайкунді й Панджшер були утворені навесні 2004 року шляхом розбивки провінцій Урузган і Парван відповідно.

## Райони
Провінції Афганістану діляться на 398 районів (пушту і дарі ولسو, «воласвалей»).